# Quadrangle Michelangelo
La quadrangle Michelangelo és un dels 15 quadrangles definits del reticulat cartogràfic adoptat de la Unió Astronòmica Internacional per Mercuri. Comprém la part de la superfície de Mercuri entre els 21° S i els 66° latitud S i entre els 90° i els 180° longitudO i és identificat amb el codi H-12.
El cràter Michelangelo és l'estructura geològica present al seu interior triada com epònim per al mateix quadrangle. Aquesta denominació ha estat adoptada el 1976 després que la missió Mariner 10 disposara de les primeres imatges de la superfície de Mercuri. Abans s'anomenava quadrangle de Solitudo Promethei, pel nom de la característica d'albedo que havia estat històricament identificada en aquest lloc de la superfície.
Va ser una dels dos quadrangles dels quals, durant els tres sobrevols planetaris de Mercuri, es van poder obtenir imatges de tota la seva superfície. Després de la missió MESSENGER va poder millorar el detall de la cartografia.
La regió és caracteritzada per nombrosos cràters alguns dels quals semblen ser formats alhora, probablement com efecte secundari de l'impacte que ha generat Caloris Planitia.

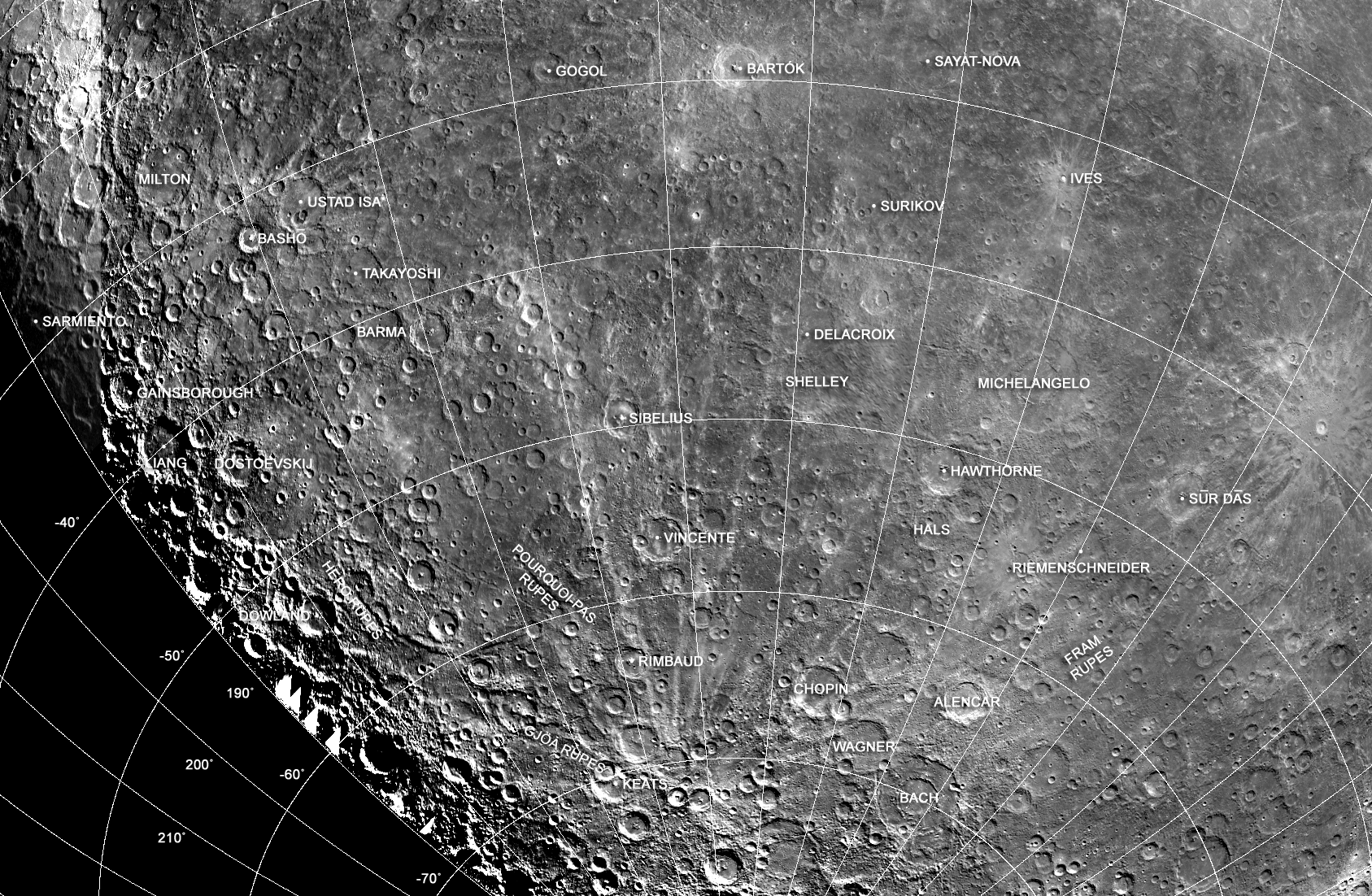
El quadrangle Michelangelo, en un collage d'imatges fetes per la Mariner 10.